# Miễn dịch
Miễn dịch (hay miễn nhiễm) là tập hợp tất cả các cơ chế sinh học giúp cho một cơ thể đa bào giữ được sự liên kết giữa các tế bào và các mô, đảm bảo sự toàn vẹn của cơ thể bằng cách loại bỏ những thành phần bị hư hỏng cũng như các chất và sinh vật xâm hại. Chức năng bảo vệ cơ thể bao gồm hai loại cơ chế miễn dịch, lần lượt xuất hiện trong quá trình tiến hóa của các loài và liên hệ chặt chẽ với nhau ở các động vật bậc cao:
- Miễn dịch tự nhiên (hay miễn dịch không đặc hiệu), đáp ứng tức thì.
- Miễn dịch thu được (miễn dịch đặc hiệu), đáp ứng sau vài ngày với đặc điểm là khả năng "ghi nhớ".

Ở cấp độ phân tử, cả hai cơ chế đều có khả năng phân biệt ("nhận diện") các thành phần của cơ thể, tức cái "ta" với tất cả những phân tử khác gọi chung là cái "không ta".
Miễn dịch đặc hiệu xuất hiện vào thời điểm phân kỳ giữa động vật có xương sống và động vật không xương sống cách đây 500 triệu năm. Miễn dịch tự nhiên có tính nguyên thủy hơn, cần thiết cho sự sinh tồn của mọi sinh vật.

## Từ nguyên
Từ miễn dịch hay miễn nhiễm liên quan đến các bệnh truyền nhiễm trong lịch sử. Người ta nhận thấy những bệnh nhân bị một bệnh nhất định nhưng đã khỏi có khả năng không mắc lại căn bệnh đó về sau (miễn), kể cả khi bệnh truyền nhiễm đó lan tràn với tính chất dịch.

## Bạch Cầu
Có ba loại bạch cầu tham gia vào việc tiêu diệt vi rút khi xâm nhập vào cơ thể con người:
- Bạch cầu trung tính và bạch cầu mônô chui ra khỏi mạch máu để tới ổ viêm, hình thành chân giả nuốt vi khuẩn vào trong tế bào rồi tiêu hóa
- Tế bào B (limpho B) tiết ra kháng thể để vô hiệu hóa vi khuẩn
- Tế bào T (limpho T) nhận diện, tiếp xúc với vi khuẩn và tiết ra protêin đặc biệt làm tan tế bào bị nhiễm vi rút

## Các loại miễn dịch

### Miễn dịch tự nhiên
Có hai loại:
Các loại bệnh của gia súc, gia cầm như lở mồm long móng, toi gà,... không thể xâm nhập được vào cơ thể người là miễn dịch bẩm sinh
Người nào đã từng một lần bị bệnh nhiễm khuẩn nào đó thì sau này sẽ không bị mắc bệnh đó nữa (sởi, thủy đậu, quai bị,...)  đây là miễn dịch tập nhiễm

### Miễn dịch nhân tạo
Có hai loại
Người nào đã từng được tiêm phòng (viêm gan B, viêm gan A, Ung thư cổ tử cung, thủy đậu, viêm phổi, viêm phế quản, thương hàn,...) tỉ lệ nhiễm các bệnh này sẽ thấp hoặc không có, đây là miễn dịch chủ động
Khi con người bị bệnh (cảm cúm, sốt, ho, tiêu chảy, sốt xuất huyết,..) thường đến các bệnh viện hay cơ sở y tế để được chữa trị, uống các loại thuốc để tăng hệ miễn dịch chống lại vi rút là miễn dịch bị động (miễn dịch khi đã mắc bệnh).